# 天后站公共運輸交匯處
天后站公共運輸交匯處位於香港灣仔區銅鑼灣東部的港鐵港島綫天后站上蓋物業栢景臺地面。車站取名自鄰近的銅鑼灣天后廟，原址為於1982年拆卸之銅鑼灣裁判司署。天后站啟用後，維多利亞公園所在地一帶，原稱銅鑼灣的地區逐漸被香港人稱為「天后」。
由於此總站有多條由各間巴士公司獨營及聯營的路線使用，所以為少數同時設有九巴、新巴及城巴站長室的總站。

## 歷史
目前栢景台的位置前身為銅鑼灣裁判署，是一座樓高十層、充滿十九世紀色彩的古典建築物，而裁判署外的銅鑼灣裁判司署巴士總站估計於1973年4月10日已出現。
配合地下鐵路港島綫天后站及留仙街天橋（後來擱置）之興建工程，巴士總站所處的停車場及隔鄰的油站被拆卸以興建該站。天后地鐵站於1985年5月31日啟用，而裁判司署則到約1987年才拆卸，原址改建為住宅栢景台，並於1989年3月入伙。而當時稱為「天后地鐵站交通交滙處」（MTR Tin Hau Station Transport Interchange）的總站則於同年10月7日開放使用。 2009年此總站進行翻新工程，改善照明系統及在牆身上安裝鋁版牆，並增設車站名稱標誌。
2009年12月，新巴一輛Enviro500 11.3米（4001／NW9472）行走25線時，因誤闖此站南面樓底較低的小巴車坑，導致上層車頭嚴重損毀。
政府於2013年10月22日向立法會提交《2013年區議會條例（修訂附表1及3）令》，將天后選區（C16）及維園選區（C18）由東區撥入灣仔區，以落實在第五屆區議會調整東區與灣仔的地方行政區分界。修訂於2014年1月22日於立法會獲得通過，並於2016年第五屆區議會運作時生效，此總站因而改屬灣仔區。

## 總站路線資料（巴士）

### 過海隧道巴士307P線
- 大埔（{{tsl|zh-yue|汀太路|汀太路}}） ↔ 天后站
- 大埔（富蝶） ↔ 天后站

於2008年5月13日投入服務，往來大埔及天后站，途經大老山隧道、東區海底隧道、西灣河、鰂魚涌及北角，只於平日繁忙時間提供服務。

### 過海隧道巴士914、914P、914X線
- 914:海麗邨 ↔ 天后站

於1992年5月30日投入服務，當時路線編號為114線，來往深水埗碼頭及中環（港澳碼頭），由九巴及中巴聯合營辦。1997年5月1日為配合西區海底隧道通車，本線總站延長至此站及改經西區海底隧道，並改稱為914。及後由新巴接辦，亦不再途經彌敦道，在2006年1月8日九龍區總站亦延長至海麗邨，為西九龍新區居民提供過海隧道巴士服務。
- 914P:海麗邨 → 天后站（只於平日上午繁忙時間提供服務）
- 914X:海麗邨 → 天后站（只於平日上午繁忙時間提供服務）

於2004年10月25日投入服務，取代第一代914P線。此線與914線不同的是改經港灣道及告士打道，不經軒尼詩道，初時取道港灣道及鴻興道，後來配合告士打道天橋工程，改經灣仔碼頭巴士總站及告士打道直入告士打道天橋。2006年1月9日由南昌站延長至海麗邨。

### 過海隧道巴士948、948A、948B、948P、948X線
- 948:青衣（長安邨） ↔ 天后站

於1997年9月8日投入服務，取代行走紅磡海底隧道由青衣往上環的348線。1998年7月16日加開平日下午回程服務，往青衣方向改經西九龍公路及青衣（南）。2011年7月4日，下午回程班次由長安延長至長宏。2016年10月22日增設星期六、星期日及公眾假期早上由長宏開出的去程班次，並增設星期六、星期日及公眾假期下午由本站開出的回程班次。2019年1月28日，星期一至六早上特別班次改編為948A線及948B線，其餘班次以長安為總站，並延長兩邊服務時間。
- 948A:青衣（長安邨） → 天后站 （只於平日上午繁忙時間提供服務）

於2019年1月28日投入服務，前身為948線早上由長安開出的特別班次。此線與948線不同的是不經長宏邨。
- 948B:青衣（翠怡花園） → 天后站 （只於平日上午繁忙時間提供服務）

於2019年1月28日投入服務，前身為948線早上由翠怡花園開出的特別班次。
- 948P:青衣（長安邨） → 天后站

於2004年10月11日投入服務，此線與948線不同的是不經長康邨、長青邨、中環碼頭、香港郵政總局，能夠為長安邨、楓樹窩路及青衣鄉事會路一帶提供更快捷的過海隧道巴士服務，只於平日上午繁忙時間提供服務。
- 948X:青衣（長宏邨） → 天后站

於2011年7月4日投入服務，此線與948線不同的是改由長宏開出及不經長安邨、楓樹窩路、青衣鄉事會路、中環碼頭及香港郵政總局，只於平日上午繁忙時間提供服務。

### 過海隧道巴士968、968A線
- 968:元朗（西） ↔ 銅鑼灣（天后）
- 968 (特別班次):元朗公園 →  銅鑼灣（天后）（只於平日上午繁忙時間提供服務）

提供元朗往來香港島的巴士服務，於1997年10月19日起投入服務。
- 968A:元朗（西） → 銅鑼灣（天后）（只於平日上午繁忙時間提供服務）

### 過海隧道巴士P968線
- 元朗（西） ↔ 銅鑼灣（天后）

### 城巴E11、E11A線
- E11:天后站 ↔ 航天城

E11於1998年1月18日投入服務，2001年4月2日港島區總站遷往此站，途經銅鑼灣、灣仔、金鐘、中環、上環及東涌。
- E11A:天后站 ↔ 航天城

E11A於2015年9月20日投入服務。

### 城巴E11B、E11S線
- E11B:天后站 ↔ 東涌（滿東邨）

E11B於2021年9月12日每天13:00-23:40提供服務。
- E11S:東涌（滿東邨） → 天后站

E11S於2012年8月20日投入服務，途經東涌北、上環、中環、金鐘、灣仔及銅鑼灣，於平日上午服務。

## 總站路線資料（專線小巴）

### 香港島專線小巴39M線
- 漁安苑 ↔ 天后站

### 香港島專線小巴49M線
- 天后站 ↺ 寶馬山

### 香港島專線小巴56A線
- 天后站 ↔ 羅便臣道（麗祥樓）

### 香港島專線小巴56B線
- 天后站 ↔ 羅便臣道（麗祥樓）

## 途經路線資料（巴士）

### 城巴25線
- 中環3號碼頭 ↺ 寶馬山

## 車坑分佈
| 車坑分佈（以入口最左邊起計） | 車坑分佈（以入口最左邊起計） | 車坑分佈（以入口最左邊起計）  |
| 車坑編號                     | 車坑寬度                     | 路線                          |
| ---------------------------- | ---------------------------- | ----------------------------- |
| 1                            | 單坑                         | 過海隧道巴士E11、E11A、E11B線 |
| 2                            | 雙坑                         | 過海隧道巴士914、948線        |
| 3                            | 單坑                         | 過海隧道巴士968、P968線       |
| 4                            | 單坑                         | 城巴25線 過海隧道巴士307P線   |
| 5                            | 三坑                         | 專綫小巴39M、49M、56A、56B線  |

## 外部連結
- 天后站公共運輸交匯處 （页面存档备份，存于），城巴／新巴
- 九巴 （页面存档备份，存于）